# Cragganmore
Cragganmore ist eine Whiskybrennerei in Ballindalloch, Moray, Schottland. Die Brennerei gehört zum Spirituosenkonzern Diageo (ehemals United Distillers), der Whisky wird als Teil der Classic Malts Serie des Konzerns vermarktet.

## Geschichte
Die Brennerei wurde 1869 von John Smith am Fuße des Craggan More Hill gegründet. Sie befindet sich auf den Ländereien von Ballindalloch Castle im Dorf Ballindalloch in Banffshire im Nordosten Schottlands. Der Ort wurde von Smith wegen seiner Nähe sowohl zum Bach Craggan Burn als auch zur Strathspey Line, der Bahnstrecke im Tal des Spey, ausgewählt. Er musste dazu den Großgrundbesitzer Sir George MacPherson-Grant überreden, ihm ein Stück Land in der Nähe der Eisenbahn zu verpachten.
Smith war seines Zeichens ein Experte in puncto Whisky-Destillation. Er war zuvor als Manager der Macallan-, Glenlivet-, Glenfarclas- und der Clydesdale-Brennerei in Wishaw tätig.
Die Strathspey Railway wurde inzwischen stillgelegt (heute Museumsbahn); an ihr führt jedoch der Wanderweg Speyside Way entlang.
Die Brennerei Cragganmore liegt am offiziellen Malt Whisky Trail in Schottland, der an acht Brennereien in Speyside vorbeiführt. 2023 betrug die Besucherzahl etwa 10.000 Personen.

## Produktion
Zur Herstellung des Whiskys wird ausschließlich reines, über hartes Diabasgestein fließendes Quellwasser aus dem Craggan Burn verwendet. Das verwendete Malz stammt aus den Roseisle Maltings in Elgin und hat einen Phenolgehalt vor nur 2 ppm. Die beiden Brennblasen, die beim zweiten Brennvorgang (spirit stills) verwendet werden, sind einzigartig flach und kurz und fassen jeweils 6.700 l. Diese Form trägt wesentlich zu Aroma und Geschmack von Cragganmore bei.

## Produkte

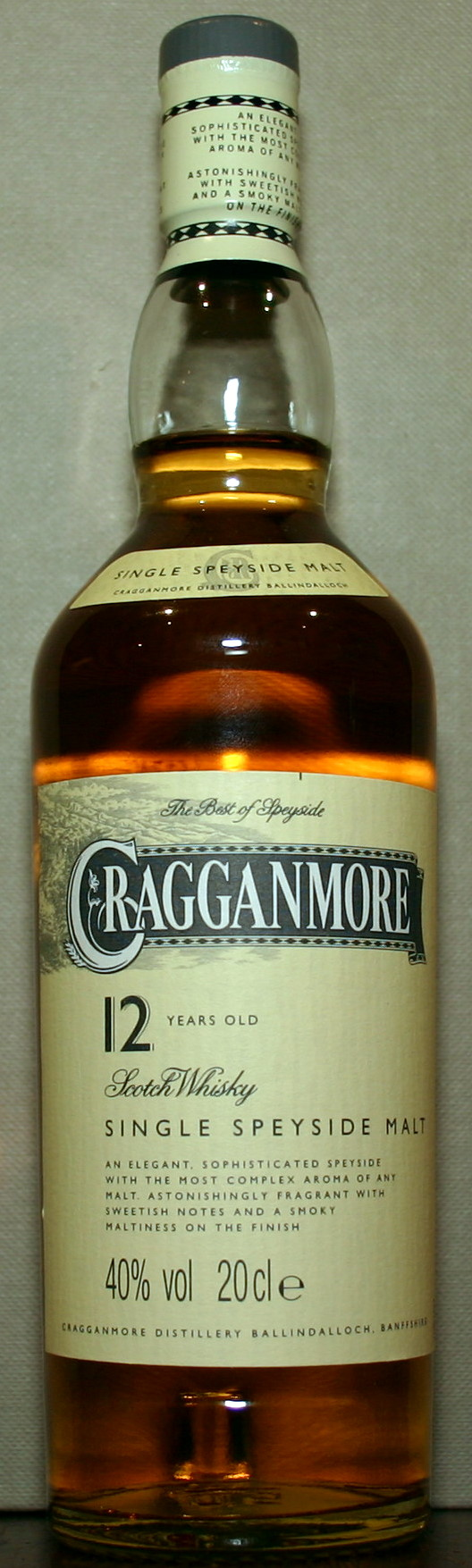
Cragganmore – 12 Years Old

### 12 Years Old
Der Standardwhisky des Hauses Cragganmore ist von einer goldenen, leicht dunklen Farbe. Seinem Geruch wird nachgesagt, einer der komplexesten aller Single Malts zu sein. Ein leichter, süßer, blumiger Duft vermischt sich mit einem soliden Körper und einem malzigen Geschmack. Der Abgang hält lange an, ist leicht rauchig und sehr aromatisch.

### Distiller's Edition
Jährlich angebotene Distiller's Editions reifen in Fässern, die zuvor Portwein enthielten. Dadurch duftet er süßlicher als sein jüngerer Verwandter und hinterlässt am Gaumen Spuren von Gewürzen.

### Special Edition
In unregelmäßigen Abständen gibt Cragganmore Special Editions heraus. Es handelt sich um Erzeugerabfüllungen, die in limitierter Auflage und nummerierten Flaschen angeboten werden.

## Adresse
The Cragganmore Distillery
Ballindalloch
Banffshire AB37 9AB
57° 24’ 37,0” N  03° 23’ 41,6” W auf 160 m ü. NN